# ReadWriteWeb
ReadWriteWeb (RWW) es un blog de tecnología de la World Wide Web existente desde 2003. Según Alexa está en el sitio 1.423 por tráfico a nivel mundial.